# Долнштајн
Долнштајн (њем. Dollnstein) град је у њемачкој савезној држави Баварска. Једно је од 30 општинских средишта округа Ајхштет. Према процјени из 2010. у граду је живјело 2.794 становника. Посједује регионалну шифру (AGS) 9176121.

## Географски и демографски подаци
Долнштајн се налази у савезној држави Баварска у округу Ајхштет. Град се налази на надморској висини од 395 метара. Површина општине износи 40,6 km². У самом граду је, према процјени из 2010. године, живјело 2.794 становника. Просјечна густина становништва износи 69 становника/km².